# Corrent de desplaçament
El corrent de desplaçament és un tipus de corrent postulat el 1865 per James Clerk Maxwell quan formulava el que ara coneixem com les equacions de Maxwell. Matemàticament es defineix com el flux del camp elèctric a través de la superfície:
{\displaystyle I_{D}=\varepsilon {\frac {d\Phi _{E}}{dt}}}
Està incorporada en la llei d'Ampère, la forma original de la qual funcionava només en superfícies que estaven ben definides (contínues i existents) en termes de corrent. Una superfície S1 triada tal que inclogui únicament una placa d'un condensador hauria de tenir el mateix corrent que el d'una superfície S2 triada tal que inclogui les dues plaques del condensador. No obstant això, com la càrrega acaba en la primera placa, la Llei d'Ampère conclou que no existeix càrrega tancada en S1. Per a compensar aquesta diferència, Maxwell va raonar que aquesta càrrega es trobava en el flux elèctric, la càrrega en el camp elèctric, i mentre que el corrent de desplaçament no és un corrent de càrrega elèctrica, produeix el mateix resultat que generant un camp magnètic.
Malgrat que hi ha gent que afirma que el corrent de desplaçament no existeix realment, es pot pensar en ell com la resposta d'un material dielèctric a un camp elèctric variant. El corrent de desplaçament és l'únic corrent que travessa un dielèctric perfecte.
La densitat de corrent es pot trobar suposant {\displaystyle \Phi _{E}=EA} i utilitzant {\displaystyle J_{D}=I_{D}/A}, arribant a:
{\displaystyle {\vec {J}}_{D}={\frac {\partial {\vec {D}}}{\partial t}}=\varepsilon {\frac {\partial {\vec {E}}}{\partial t}}}
Aquí, l'expressió en termes del camp del desplaçament {\displaystyle {\vec {D}}} és més general, ja que la permitivitat {\displaystyle \epsilon } del resultat de la dreta suposa que el medi no és dispersiu.